# أليس دمشقي
الأليس الدمشقي (باللاتينية: Alyssum damascenum) نوع نباتي يتبع جنس الأليس من الفصيلة الكرنبية.

## البيئة والانتشار
موطنه أقطار المشرق العربي. كما سجل وجوده في المغرب العربي.